# 5468 Hamatonbetsu
5468 Hamatonbetsu è un asteroide della fascia principale del diametro medio di circa 22,21 km. Scoperto nel 1988, presenta un'orbita caratterizzata da un semiasse maggiore pari a 2,8825351 UA e da un'eccentricità di 0,2160733, inclinata di 11,98438° rispetto all'eclittica.